# Muhammad Mahmud asz-Szarkawi
Muhammad Mahmud asz-Szarkawi (arab. ‏محمد محمود الشرقاوي‎) – egipski zapaśnik walczący w obu stylach.
Wicemistrz igrzysk śródziemnomorskich w 1959; trzeci w 1955 roku.